# بابل (مسلسل)
بابل (بالتركية: Babil) مسلسل تلفزيوني درامي تركي بدأ عرضه في 17 يناير عام 2020 على قناة ستار تي في من بطولة خالد أرغنتش واوزان جوفين وآصلى أنور وبيرجي أكالاي ونور فتاح أوغلو ومسعود أكوستا.

## الشخصيات
| الممثل              | الدور               |
| ------------------- | ------------------- |
| خالد أرغنتش         | عرفان               |
| أوزان جوفين         | ايجهمان كيفيلجم 2   |
| آصلى أنور           | عائشة كارا علي/نهال |
| بيرجي أكالاي        | إلاي يوجهداغ        |
| نور فتاح أوغلو      | إيدا سايغون         |
| مسعود أكوستا        | سليمان يافونجو      |
| بيرين قاسم أوغلولار | دينيز سايغون        |
| أيدان كوبتور        | أيدان               |

### انفصل
- اوزان جوفين، إيجهمان كيفيجلم 1 (1-10)

## الحلقات
| رقم الموسم | عدد الحلقات | تاريخ بداية البث تركيا | تاريخ نهاية البث | القناة     |
| ---------- | ----------- | ---------------------- | ---------------- | ---------- |
| 01         | 10          | 17 يناير 2020          | 27 مارس 2020     | ستار تي في |
| 02         | 10          | 11 سبتمبر 2020         | 20 نوفمبر 2021   | ستار تي في |

## روابط خارجية
- بابل على موقع IMDb (الإنجليزية)
- بابل على موقع كينوبويسك (الروسية)
- بابل على موقع قاعدة بيانات الفيلم (الإنجليزية)